# Bolitophila montana
Bolitophila montana is een muggensoort uit de familie van de Bolitophilidae. De wetenschappelijke naam van de soort is voor het eerst geldig gepubliceerd in 1901 door Coquillett.